# Јеврем Брковић
Јеврем Брковић (Сеоца, 29. децембар 1933 — Подгорица, 24. јануар 2021) био је југословенски и црногорски књижевник,  новинар и културни радник. Био је познат је по својим оштрим критикама политичких противника, као и личности из јавног живота Црне Горе, али и као велики промотер црногорства, а противник српства.

## Биографија
Брковић припада генерацији црногорских писаца која је на југословенску књижевну позорницу ступила средином педесетих година 20. вијека. У раним фазама свог књижевног дјеловања Брковић је писао поезију и драме, да би у каснијим фазама написао неколико романа и објавио бројне есејистичке и публицистичке књиге. Његов опус обухвата педесетак наслова, док су Сабрана дјела објављена у тридесет томова.
За свој књижевни рад Брковић је добио бројне домаће и интернационалне награде (Ратковићева награда, Стеријина награда, Тринаестојулска награда...). Покретач је и први уредник књижевне ревије Овдје као и Црногорског књижевног листа. Био је предсједник Удружења књижевника Црне Горе, а учествовао је у оснивању Црногорског друштва независних књижевника, Матице црногорске, Црногорског Пен центра и Дукљанске академије наука и умјетности.
Још током шездесетих година Брковић је био активан учесник у бројним полемикама око идеолошких, националних и естетских питања. У предвечерје распада Југославије Брковић се снажно успротивио политици коју је репрезентовао Слободан Милошевић, заговарајући миран расплет југословенске кризе. На самом почетку деведесетих година 20. вијека Брковић је, уз Славка Перовића, био најагилнији антиратни активиста и противник  Демократске партије социјалиста Црне Горе која је тада била у добрим односима са властима у Србији и заговарала останак са Србијом у заједничкој држави. Због његовог отвореног Писма извињења херцеговачким Хрватима и Муслиманима, које је било реакција на бахато понашање црногорских резервиста у западној Херцеговини, у јесен 1991. године против Брковића је подигнута оптужница за распиривање националне мржње. У октобру мјесецу исте године Брковић је емигрирао у Хрватску.

Током свог боравка у Хрватској написао је сведочанство Дневник из прогонства у ком говори и о свом деловању у корист Хрватске а против заједничке државе Србије и Црне Горе. У којем говори између осталог и о својим контактима и импресијама са хрватским политичарима, а Хрватску назива  дугом домовином.  О Владимиру Шексу, Дражену Будиши  говори као најинтелигентнијим које је упознао, Владу Готовца назива личним пријатељом,а похвално се изјашњава и о Фрањи Туђману , председнику Хрватске за ког је уверен да ће добити рат. Брковић о улози и помоћи Хрватске Црној Гори говори: 
а суверена ће држава Хрватска, надам се, моћи доста да помогне да и моја несрећна Црна Гора дође до свог тако логичног суверенитета. Плашим се да то с црногорским суверенитетом и отцјепљењем од Србије неће ићи без крви, и то велике.  
У разговору који помиње да се догодио у стану   његовог пријатеља и хрватског опозиционог политичара Владе Готовца, с обзиром да је Владо чуо да Брковић ради за хрватску тајну службу , приговорио му је да је то ружно јер је Брковић песник и није му потребан такав ангажман. Међутим Брковић то  демантује, али потврђује да је имао такве понуде.

О свом контакту са албанским сепаратистичким политичарима  пише у Дневнику из прогонства 23.новембра 1992.године
Били ми Азем Власи и Зеф Марку, на пропутовању из Америке. Азем Ибрахима Ругову назива албанским (косовским) Гандијем. Но, оба смо истовремено констатовали да је вријеме гандизма прошло. Власи исељавања, склањања младих Албанаца с Косова сматра трагедијом која само Србима иде наруку. Он је, а и ја сам га у томе подржао, д‌јелимично и Зеф Марку, за формирање покретних партизанских одреда најприкладнијих за партизански начин ратовања у косовској конфигурацији земљишта.
Загребачки недељник Вјесник је 1992. године Јеврема Брковића уврстио у списак 100 најзаслужнијих за признање Хрватске.
Након промјене политичке климе у Црној Гори, Брковић се 1999. године вратио из емиграције. Позивао је на бомбардовање Србије од стране НАТО-а.
У периоду до референдума о независности 2006. године, Брковић је отворено подржавао политику владајућих структура, пишући у свом Црногорском књижевном листу бројне текстове, често увредљивог карактера и вулгарне садржине, против водећих људи црногорске опозиције.
Дана 24. октобра 2006. Брковића и његовог возача и телохранитеља Срђана Војичића су напала тројица наоружаних људи. Војичић је убијен, док је Брковић задобио лакше повреде. Спекулисало се да је мотив за напад била последња Брковићева књига „Љубавник Дукље“, у којој се он индиректно подсмевао многим људима из јавног живота Црне Горе, а посебно блиским пријатељима бившег премијера Мила Ђукановића, али не и самом Ђукановићу.
Јеврем Брковић је био врховни командант Ловћенске страже, организације која је посвећена одбрани црногорског идентитета.
Преминуо је 24. јануара 2021. године, а у тренутку смрти је имао 87 година. Сахрана је обављена 25. јануара 2021. године у кругу породице на градском гробљу Чепурци.

## Ставови
У свом Дневнику из изгнанства 1992. и 1993. године записао је:
Можда ће Црногорци ускоро нестати као Црногорци да би се за неколико десетљећа, или једно читаво стољеће, пробудили као ДУКЉАНИ! И то је могуће. Петровићи су у Црногорцима утрли све дукљанско, задавили епиком и српством једно аутентично народно осјећање.
Српски су четници, барем је то добро знано, убили више Срба него Њемци, усташе и партизани заједно.
Католицизам је био првобитна дукљанска религија, и након 1054. године, то јест под‌јеле на источну (ортодоксну) и западну (католичку) цркву. Онда је дошао Сава, односно Растко Немањић и геноцидним методама један дио становништва ондашње Зете превео на православље. Према постојећим записима, 1610. године Црна Гора је још увијек, око шездесет посто католичка земља.
Добар православац никада нијесам постао, прије свега захваљујући нашим црногорским поповима који су били доста примитивни и необразовани људи и, углавном, изузев неколико њих, били су просрпски оријентисани. Такви нијесу били само оних неколико црногорских попова што су 1941. године отишли у партизане.
Мислим да је то сасвим нормалан процес отрежњавања Црногораца или поцрногорчења Црногораца и одбацивања оних, искрено говорећи, стогодишњих, ако не и двјестогодишњих “српских” наслага, којима су сви Петровићи, на неки начин, кумовали – најмање владика Сава и књаз Данило, а највише Његош и краљ Никола. Има наде да Црна Гора буде суверена држава, али, плашим се уз доста проливене црногорске крви!
За рат у Хрватској изјављује : изузетак је српско-хрватски рат гд‌је су православци (светосавци) извршили агресију на католике Хрвате.
Поводом спора између Црне Горе и Хрватске око стратешки важног полуострва Превлака , сматра да Превлака треба припасти Хрватској и каже : Превлаку је Црној Гори придодала великосрпска концепција “преуређења” балканског простора, како би је сјутра, као дио Црне Горе, имала за себе.

## Приватни живот
Брковићев син, Балша Брковић је такође црногорски писац, а његов унук Брајан Брковић је потпредседник одбора Странке слободе и правде у Новом Саду.

## Дјела
Књиге поезије
- Опоруке
- Брђанска земља
- Брђански Хомер је мртав
- Кучкини синови
- Старинска магла око дома
- Комитске баладе
- Зидање и разур куле Озровића...
- Путовање Јеврема преблагог

Романи
- Пантелеј на дријену
- Кнежеви људи
- Црне тачке
- Монигрени
- Каменштаци
- Љубавник Дукље

Есејистичке и полемичке књиге
- Анатомија морала једног стаљинисте
- Минска поља естетике
- Унакажено лице демократије
- Глосариј